# Флинкевлёгел, Фриц
Фредерик Арнолдюс (Фриц) Флинкевлёгел (нидерл. Frederik Arnoldus "Frits" Flinkevleugel; 3 ноября 1939, Амстердам — 10 апреля 2020) — нидерландский футболист, правый защитник, выступавший за ДВС и «Амстердам». Он сыграл 11 матчей за сборную Нидерландов.

## Биография
Родился 3 ноября 1939 года в Амстердаме. Отец — Фредерик Йоханнес Герардюс Мартинюс Флинкевлёгел, мать — Анна Латхауэрс. Оба родителя были родом из Амстердама, они поженились в мае 1936 года. В их семье была ещё старшая дочь Ева София, родившаяся в 1937 году. 
Фриц вырос в центре Амстердама и с восьми лет играл в футбол за клуб ДВС. В возрасте 16 лет он дебютировал в первой команде. В 1961 году он сыграл первый матч за молодёжную сборную. В 1963 году стал победителем Первого дивизиона с ДВС, а год спустя — чемпионом Нидерландов. В сезоне 1964/65 он дошёл до четвертьфинала Кубка европейских чемпионов, где его команда уступила венгерскому «Дьёру» с общим счётом 2:1. Флинкевлёгела впервые вызвал в национальную сборную тренер Деннис Невилл. Домашняя игра против Англии завершилась со счётом 1:1.
Между 1964 и 1967 годами Флинкевлёгел регулярно играл за сборную и провёл 11 матчей на международной арене. Однако под руководством тренера Георга Кесслера он уступил своё место в основе Виму Сюрбиру. Тем не менее он оставался игроком основы в своём клубе. В 1972 году ДВС слился с «Блау-Вит» и «Де Волевейккерс», в результате была образована команда «Амстердам». Флинкевлёгел играл за эту команду ещё несколько лет. В сезоне 1974/75 он выступал в Кубке УЕФА с «Амстердамом». В 1977 году, частично из-за травм, он решил закончить активную футбольную карьеру. Он продолжал играть за команду ветеранов сборной в мини-футбол.
Помимо карьеры футболиста Флинкевлёгел содержал сигарный и винный магазин в Амстердаме.
Женился в возрасте двадцати четырёх лет — его супругой стала Ивонне Трекзел. Из брак был зарегистрирован 27 февраля 1964 года в Амстердаме.
Он умер 10 апреля 2020 года в возрасте 80 лет от последствий инфекции SARS-CoV-2.

## Статистика

### Матчи Флинкевлёгела за сборную Нидерландов
| Матчи Флинкевлёгела за сборную Нидерландов | Матчи Флинкевлёгела за сборную Нидерландов | Матчи Флинкевлёгела за сборную Нидерландов | Матчи Флинкевлёгела за сборную Нидерландов | Матчи Флинкевлёгела за сборную Нидерландов | Матчи Флинкевлёгела за сборную Нидерландов |
| ------------------------------------------ | ------------------------------------------ | ------------------------------------------ | ------------------------------------------ | ------------------------------------------ | ------------------------------------------ |
| №                                          | Дата                                       | Соперник                                   | Счёт                                       | Голы Флинкевлёгела                         | Соревнование                               |
| 1                                          | 9 декабря 1964                             | Англия                                     | 1:1                                        | —                                          | Товарищеский матч                          |
| 2                                          | 26 января 1965                             | Израиль                                    | 1:0                                        | —                                          | Товарищеский матч                          |
| 3                                          | 17 марта 1965                              | Северная Ирландия                          | 1:2                                        | —                                          | Чемпионат мира 1966 (отбор)                |
| 4                                          | 7 апреля 1965                              | Северная Ирландия                          | 0:0                                        | —                                          | Чемпионат мира 1966 (отбор)                |
| 5                                          | 17 октября 1965                            | Швейцария                                  | 0:0                                        | —                                          | Чемпионат мира 1966 (отбор)                |
| 6                                          | 14 ноября 1965                             | Швейцария                                  | 1:2                                        | —                                          | Чемпионат мира 1966 (отбор)                |
| 7                                          | 17 апреля 1966                             | Бельгия                                    | 3:1                                        | —                                          | Товарищеский матч                          |
| 8                                          | 11 мая 1966                                | Шотландия                                  | 3:0                                        | —                                          | Товарищеский матч                          |
| 9                                          | 7 сентября 1966                            | Венгрия                                    | 2:2                                        | —                                          | Чемпионат Европы 1968 (отбор)              |
| 10                                         | 18 сентября 1966                           | Австрия                                    | 1:2                                        | —                                          | Товарищеский матч                          |
| 11                                         | 16 апреля 1967                             | Бельгия                                    | 0:1                                        | —                                          | Товарищеский матч                          |

Итого: 11 матчей / 0 голов; 3 победы, 4 ничьи, 4 поражения.

## Достижения
- Первый дивизион: 1962/63
- Высший дивизион: 1963/64, 1964/65 (вице-чемпион)